# Sáenz Peña (Buenos Aires)
Sáenz Peña is een plaats in het Argentijnse bestuurlijke gebied Tres de Febrero in de provincie Buenos Aires. De plaats telt 11.542 inwoners.